# Karger-Kocsis József
Karger-Kocsis József (Budapest, 1950. március 4. – Budapest, 2018. december 13.) magyar vegyészmérnök, egyetemi tanár; a kémiai tudományok kandidátusa (1983) és doktora (1990).

## Életútja
1968-ban a Pannonhalmi Bencés Gimnáziumban érettségizett. 1974-ben a Budapesti Műszaki Egytetem szerzett diplomát. 1974 és 1984 között a Műanyagipari Kutató Intézet munkatársa volt. 1984 és 1992 között a Taurus főmérnökeként tevékenykedett. 1992–93-ban a BME egyetemi tanára. 1985–86-ban Humboldt ösztöndíjas volt. 1986–87-ben a Hamburg-Harburgi Műszaki Egyetem oktatója volt. 1989 és 2009 között a Kaiserslauterni Műszaki Egyetemen tanított. 2009-től a BME Gépészmérnöki Karának Polimertechnika Tanszékén, és az MTA-BME Kompozittechnológiai Kutatócsoportban dolgozott. Fő kutatási területe a műanyagok összeférhetősége, a termoplasztikus kaucsukok, a szálerősítésű hőre lágyuló és hőre keményedő műanyag rendszerek és a műanyag hulladékok újrahasznosítása volt.

## Díjai
- Buzágh Aladár-díj (1984)
- Gábor Dénes-díj (2014)

## Művei
- Polypropylene: Structure, Blends and Composites (1995, szerkesztő)
- Polypropylene: An A–Z Reference (1999, szerkesztő)
- Polypropylene Handbook: Morphology, Blends and Composites (2018, szerkesztő)